# Египетский конституционный референдум (2007)
Конституционный референдум в Египте проходил 26 марта 2007 года для одобрения конституционных поправок, которые в основном касались избирательного закона, принятого парламентом 20 марта. Критики правительства осудили Хосни Мубарака за намеренное назначение референдума на более ранний срок вместо планировавшегося 4 апреля, чтобы не дать время критикам режима организовать кампанию против поправок.
Согласно официальным результатам поправки к Конституции были одобрены 75,9 % голосов. Явка составила 27,1 %. Критики правительства заявили, что участие в референдуме было около 5 %.

## Результаты
| Да или нет     | Голосов    | Процент    |
| -------------- | ---------- | ---------- |
| Да             | 7 172 436  | 75,91 %    |
| Нет            | 2 272 683  | 24,09 %    |
| Всего голосов  | 9 701 833  | 100,00 %   |
| Явка           | %          | %          |
| Электорат      | 35 865 660 | 35 865 660 |
| Источник: IFES |            |            |